# I jättarnas land
I jättarnas land (engelska: Giantland) är en amerikansk animerad kortfilm med Musse Pigg från 1933.

## Handling
Ett gäng föräldralösa barn ber Musse Pigg om att läsa en saga. Då väljer han Jack och bönstjälken och berättar den som om han själv vore Jack i sagan.

## Om filmen
Filmen är den 62:a Musse Pigg-kortfilmen som producerades och den tolfte och sista som lanserades år 1933.
Filmen hade svensk premiär den 14 januari 1935 på biografen Skandia i Stockholm.

## Rollista
- Walt Disney – Musse Pigg
- Marcellite Garner – de föräldralösa barnen[3]